# Köln-Ehrenfeld Güterbahnhof
Köln-Ehrenfeld Güterbahnhof (Köln-Ehrenfeld Gbf) is een goederenstation in de Duitse gemeente Keulen. Het station ligt aan de lijn Keulen - Rheydt en Keulen West - Keulen-Ehrenfeld.